# 妙高高原町
妙高高原町（みょうこうこうげんまち）は、かつて新潟県中頸城郡に属していた町。
町域の南側は長野県に接していた。温泉やスキーを中心とした観光業が盛んだった。

## 地理
- 山: 妙高山、火打山
- 河川: 関川、白田切川、ニグロ川
- 湖沼: いもり池

### 隣接していた自治体
- 新潟県
  - 糸魚川市
  - 中頸城郡妙高村
- 長野県
  - 長野市
  - 上水内郡信濃町
  - 北安曇郡小谷村

## 歴史
- 1956年（昭和31年）9月30日 - 中頸城郡杉野沢村・妙高々原村が新設合併し、妙高々原町が発足。
- 1969年（昭和44年）10月1日 - 妙高高原町に改称。
- 2005年（平成17年）4月1日 - 妙高村と共に新井市へ編入され、同日新井市が妙高市へ改称された。

## 行政
- 町長：岡山紘一郎（1996年4月29日 - 2005年3月31日）

## 産業
観光業が有名であり、農業も盛ん。中央電気工業の本社や住友電工ウインテックの工場（旧第一電工）がある。

## 姉妹都市・提携都市
- バート・ガスタイン（オーストリア） - 1986年提携。
- ツェルマット（スイス） - 1997年提携。

## 交通

### 鉄道
- 東日本旅客鉄道（JR東日本）
  - 信越本線：妙高高原駅

### 道路
- 高速道路
  - 上信越自動車道妙高高原インターチェンジ
- 一般国道
  - 国道18号
- 主要地方道
  - 新潟県道39号妙高高原公園線
  - 新潟県道96号飯山妙高高原線

## 娯楽
- 七福シネマ - 映画館[2]。

## 名所・旧跡・観光スポット・祭事・催事
- 苗名滝（日本の滝百選）
- 笹ヶ峰高原（休暇村 妙高、笹ヶ峰牧場）
- 妙高高原温泉郷（妙高村にまたがる）
  - 赤倉温泉
    - 赤倉温泉スキー場

  - 池の平温泉
    - 池の平温泉スキー場

  - 杉野沢温泉
    - 妙高杉ノ原スキー場
- 妙高パノラマパークスキー場

## 出身著名人
- 恩田祐一 - クロスカントリースキー選手。
- HIKAKIN（ヒューマンビートボクサー、YouTuber）
- SEIKIN（歌手、作曲家、YouTuber）
- Masuo（YouTuber）